# Oxalat de sodi
Oxalat de sodi (antigament oxalat de disodi), és la sal de sodi de l'àcid oxàlic amb la fórmula Na₂C₂O₄. És un sòlid blanc cristal·lí inodor que es descompon per sobre dels 290 °C.
L'oxalat de disodi pot actuar comun agent reductor i es pot usar com estàndard principal per estandarditzar les solucions de permanganat de potassi (KMnO₄).
La forma mineral de l'oxalat de sodi és el natroxalat. Només es troba rarament i en condicions extremadament sòdiques o en pegmatites ultraalcalines.

## Preparació
L'oxalat de sodi es pot preparar a través de la neutralització d'àcid oxàlic amb hidròxid de sodi (NaOH). L'evaporació proporciona oxalat anhidre
Alternativament, es pot produir descomponent format de sodi per escalfament a més de 360 °C.

## Reaccions
L'oxalat de sodi començaq a descompondre-se per sobre de 290 °C a carbonat de sodi i monòxid de carboni:
Na
2C
2O
4 → Na
2CO
3 + CO
Quan s'escalfa a entre 200 i 525 °C amb pentaòxid de divanadi, proporciona en canvi un oxibronze de sodi vanadi alliberant diòxid de carboni
x Na
2C
2O
4 + 2 V
2O
5 → 2 Na
xV
2O
5 + 2x CO
2

## Activitat biològica
Igual que diversos altres oxalats, l'oxalat de sodi és tòxic per als éssers humans. Pot causar dolor ardent a la boca, gola i estómac, vòmits sanguinis, mal de cap, còlics musculars, rampes i convulsions, disminució de la pressió arterial, insuficiència cardíaca, xoc, coma i possible mort. La dosi letal mitjana per ingestió d'oxalats és de 10-15 grams / quilogram de pes corporal.
L'oxalat de sodi, com els citrats, també es pot utilitzar per eliminar els ions de calci (Ca  2 + ) del plasma sanguini. També evita que la sang coaguli. S'ha de tenir en compte que mitjançant l'eliminació de ions de calci de la sang, l'oxalat de sodi pot alterar la funció cerebral i dipositar oxalat de calci als ronyons.